# Piercia scotosiata
Piercia scotosiata är en fjärilsart som beskrevs av Walker 1863. Piercia scotosiata ingår i släktet Piercia och familjen mätare. Inga underarter finns listade i Catalogue of Life.